# Suore dei Sacri Cuori e dell'adorazione perpetua del Santissimo Sacramento
Le Suore dei Sacri Cuori e dell'Adorazione Perpetua del Santissimo Sacramento, dette di Picpus, sono un istituto religioso femminile di diritto pontificio: i membri di questa congregazione pospongono al loro nome la sigla S.S.C.C.

## Storia
Nel 1795 Henriette Aymer de la Chevalerie (1767-1834) si unì a Pierre Coudrin (1768-1837), sacerdote che esercitava clandestinamente il suo ministero a Poitiers sotto il Terrore, e iniziò a collaborare al suo apostolato: nel 1797 la Aymer de la Chevalerie e alcune sue collaboratrici manifestarono l'intenzione di abbracciare la vita religiosa e da questa comunità ebbe origine il ramo femminile della Congregazione dei Sacri Cuori, fondata da Coudrin.
Il 17 giugno 1800 il vicario capitolare di Poitiers approvò il primo nucleo della congregazione e il 14 ottobre successivo madre Aymer e quattro sue compagne emisero la loro prima professione dei voti religiosi, dando formalmente inizio all'istituto. Le suore si diffusero rapidamente in vari centri della Francia (Mende, Cahors, Laval) e nel 1805 fissarono la loro sede principale in rue de Picpus, a Parigi, da cui derivarono il nome con cui vengono popolarmente chiamate.
La Santa Sede approvò il ramo maschile e quello femminile della congregazione il 10 gennaio 1817 e papa Pio VII confermò solennemente l'approvazione con la bolla Pastor Aeternus del 17 novembre successivo. Nel 1838 le suore aprirono la loro prima filiale all'estero, a Valparaíso (Cile).

## Attività e diffusione
Le suore di Picpus condividono lo stesso carisma dei padri della Congregazione dei Sacri Cuori e partecipano alla loro missione: il loro fine è la propagazione della devozione ai Sacri Cuori di Gesù e Maria; si dedicano all'istruzione, alla catechesi per giovani e adulti, all'apostolato missionario e praticano l'adorazione eucaristica con spirito di riparazione.
Sono presenti in Europa (Belgio, Francia, Irlanda, Italia, Paesi Bassi, Spagna), in America (Cile, Colombia, Paraguay, Perù, Stati Uniti d'America), in India e in Repubblica Democratica del Congo: la sede generalizia è a Roma.
Al 31 dicembre 2005 l'istituto contava 714 religiose in 110 case.